# Synodus evermanni
Synodus evermanni е вид лъчеперка от семейство Synodontidae. Видът не е застрашен от изчезване.

## Разпространение и местообитание
Разпространен е в Гватемала, Еквадор, Колумбия, Коста Рика, Мексико, Никарагуа, Панама, Перу, Салвадор, Хондурас и Чили.
Среща се на дълбочина от 1 до 275 m, при температура на водата от 13,2 до 27,5 °C и соленост 33,5 – 34,9 ‰.